# Menuas

Het okergele gebied duidt Urartu aan onder koning Menuas. Het lichtgele duidt op de veroverde gebieden.

Menuas, Menua, Menoua of Menona was de vierde koning van Urartu en regeerde van 810 tot 776 v.Chr. Hij volgde zijn vader, Ishpuinis, op.
Onder zijn bewind breidde Urartu zich nog meer uit en oefende het een grote invloed uit op de omringde gebieden van het Midden-Oosten. Menuas neemt onder andere het gebied van de Alshe in, dat zich situeerde in een vallei van de Eufraat. Hij onderwierp ook de koning van de stad Milid. Deze territoriale uitbreiding ging vergezeld van de versterking van het centrale gezag, dat bestond uit een opkomende hogere (rijkere) klasse.
De uiterste grenzen van het rijk lagen nu tot aan de Aras, de bovenloop van de Eufraat en tot aan de oevers van het Urmiameer.
Menuas bouwde tevens vele dorpen en steden, citadellen en tempels. Zijn zoon Argishti I volgde hem op.
Aramu · Sardur I · Ishpuinis · Menuas · Argishti I · Sardur II · Rusa I · Argishti II · Rusa II · Sardur III · Sardur IV · Erimena · Rusa III · Rusa IV